# Sharuhen

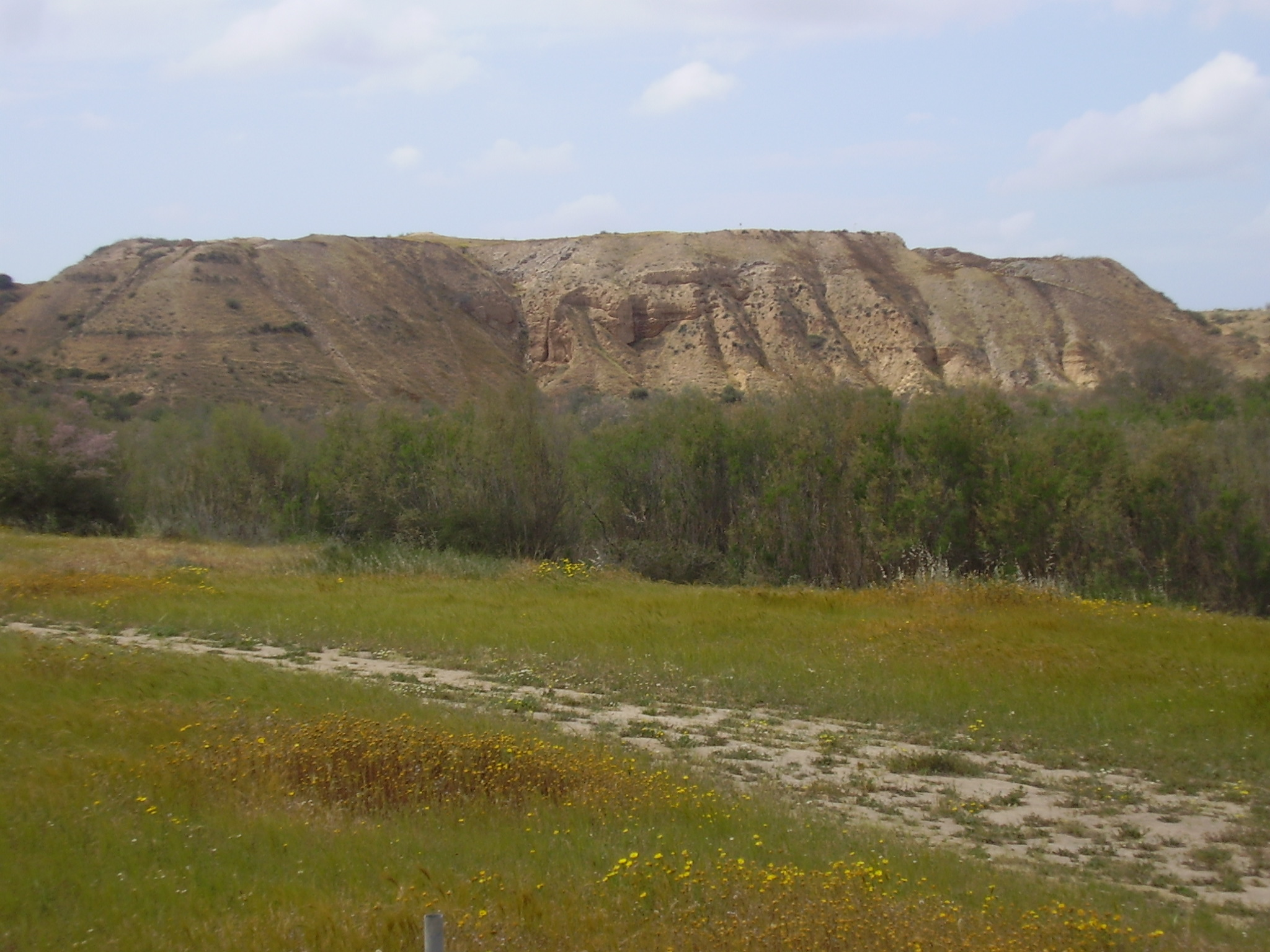
Tell el-Farah, een vermoedelijke plaats van Sharuhen.

Sharuhen was een antieke stad in de Negevwoestijn.
Nadat ze in de tweede helft van de 16e eeuw v.Chr. uit Egypte verdreven waren, vluchtten de Hyksos naar Sharuhen en ze versterkten de stad. Farao Ahmose I verwoestte de stad na drie jaar belegering.
De Bijbel vermeldt Sharuhen in Jozua 19:6 bij de beschrijving van de Stam van Simeon.
Er zijn drie mogelijke locaties voor Sharuhen:
1. Het meest aanvaard is Tell el-Farah. Flinders Petrie verrichtte er in de late jaren 20 opgravingen en dacht dat het Beth-Pelet uit Bijbelboek Jozua 15:27 betrof. William F. Albright suggereerde nadien dat het Sharuhen zou kunnen zijn.
2. Flinders Petrie groef in de jaren 30 Tell el-Ajjul op en identificeerde het als het antieke Gaza. Aharon Kempinski stelde in de jaren 70 dat het Sharuhen zou zijn.
3. Anson Rainey stelde Tel Heror voor als mogelijke locatie van Sharuhen.